# Incoronazione di Luigi XVI

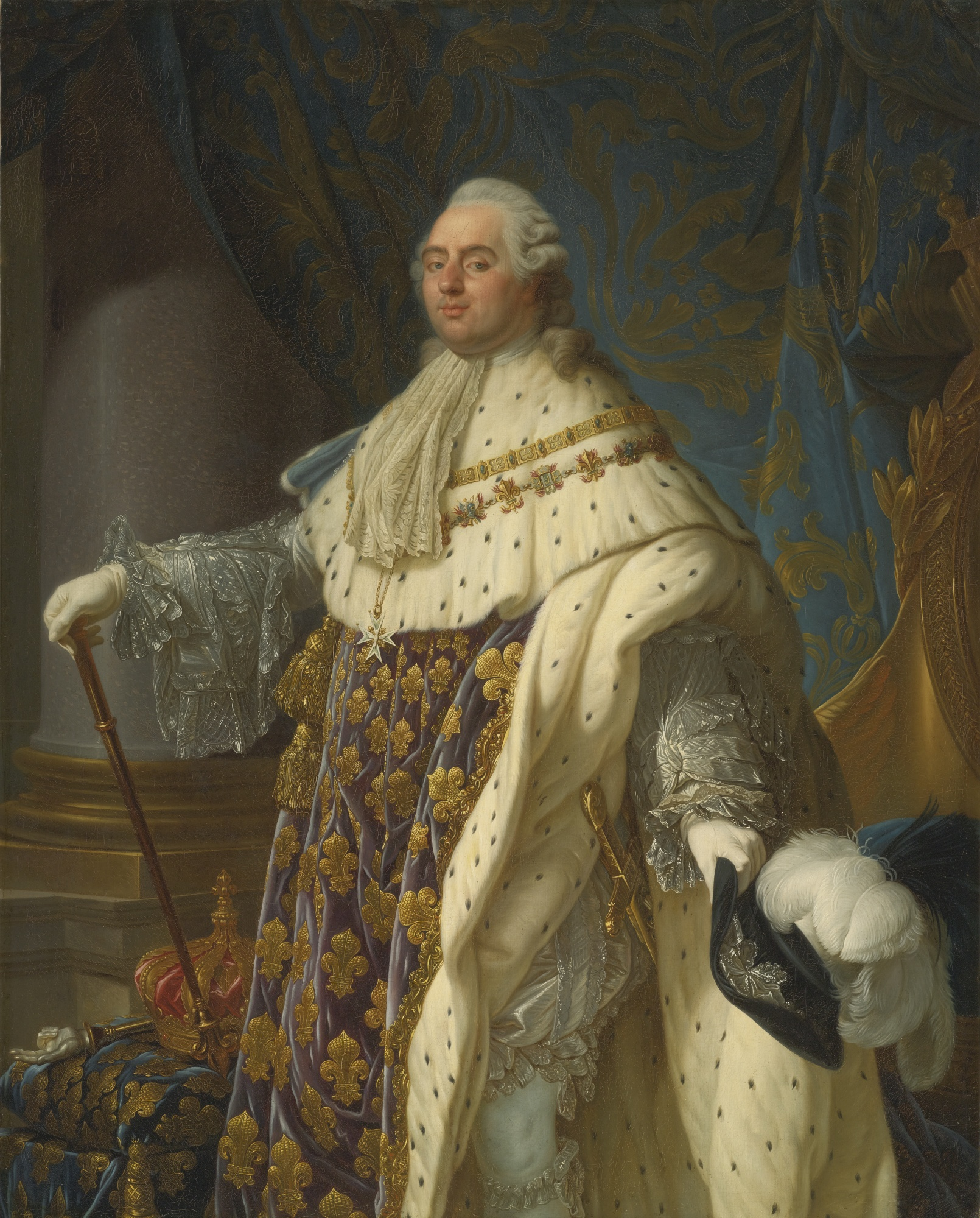
Luigi XVI nei suoi abiti dell'incoronazione, di Antoine Callet.

L'incoronazione di Luigi XVI, re di Francia, ebbe luogo nella cattedrale di Reims l'11 giugno 1775, che cadeva nella domenica della Trinità. Luigi XVI era salito al trono l'anno precedente in successione al nonno Luigi XV che aveva regnato per quasi 59 anni. Fu la prima incoronazione dal 1722 e solo la seconda dal 1654, a causa della longevità dei due precedenti monarchi Luigi XV e Luigi XIV.
La città di Reims in Champagne era il luogo tradizionale delle incoronazioni francesi, una cerimonia che risaliva in qualche modo al battesimo di Clodoveo I nella città. La cerimonia fu celebrata da Charles-Antoine de la Roche-Aymon, arcivescovo di Reims. Nel 1770, Luigi aveva sposato Maria Antonietta d'Asburgo-Lorena, in un matrimonio dinastico volto a rafforzare l'alleanza franco-austriaca; tuttavia, Maria Antonietta non fu incoronata, poiché in Francia l'incoronazione era un rito riservato al sovrano. La coppia non aveva figli al momento dell'incoronazione, ma ne ebbe diversi dopo la nascita di Maria Teresa nel 1778.
Contrariamente ai suoi predecessori, Luigi rifiutò il ruolo di leader della moda e della cerimonia e, non appena l'incoronazione fu terminata, si tolse le pesanti vesti dell'incoronazione e non le indossò mai più. Preferiva abiti più leggeri e meno cerimoniali a corte.

## Conseguenze

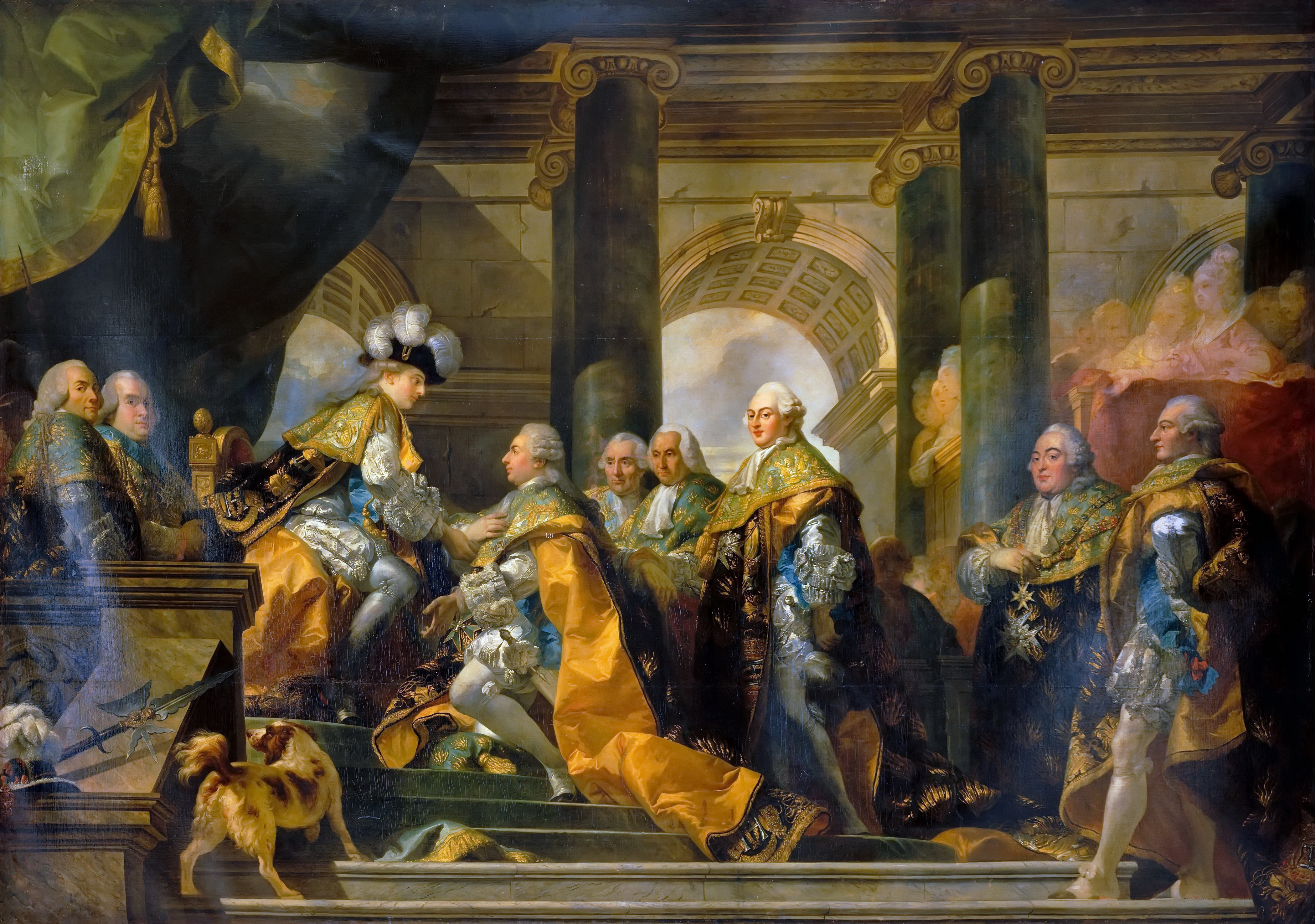
Luigi riceve l'omaggio dei membri dell'Ordine dello Spirito Santo.

Sia Luigi che Maria Antonietta furono ghigliottinati durante la Rivoluzione e il loro giovane erede Luigi XVII morì in prigione. La successione passò poi ai fratelli minori di Luigi XVI, Luigi XVIII e Carlo X.

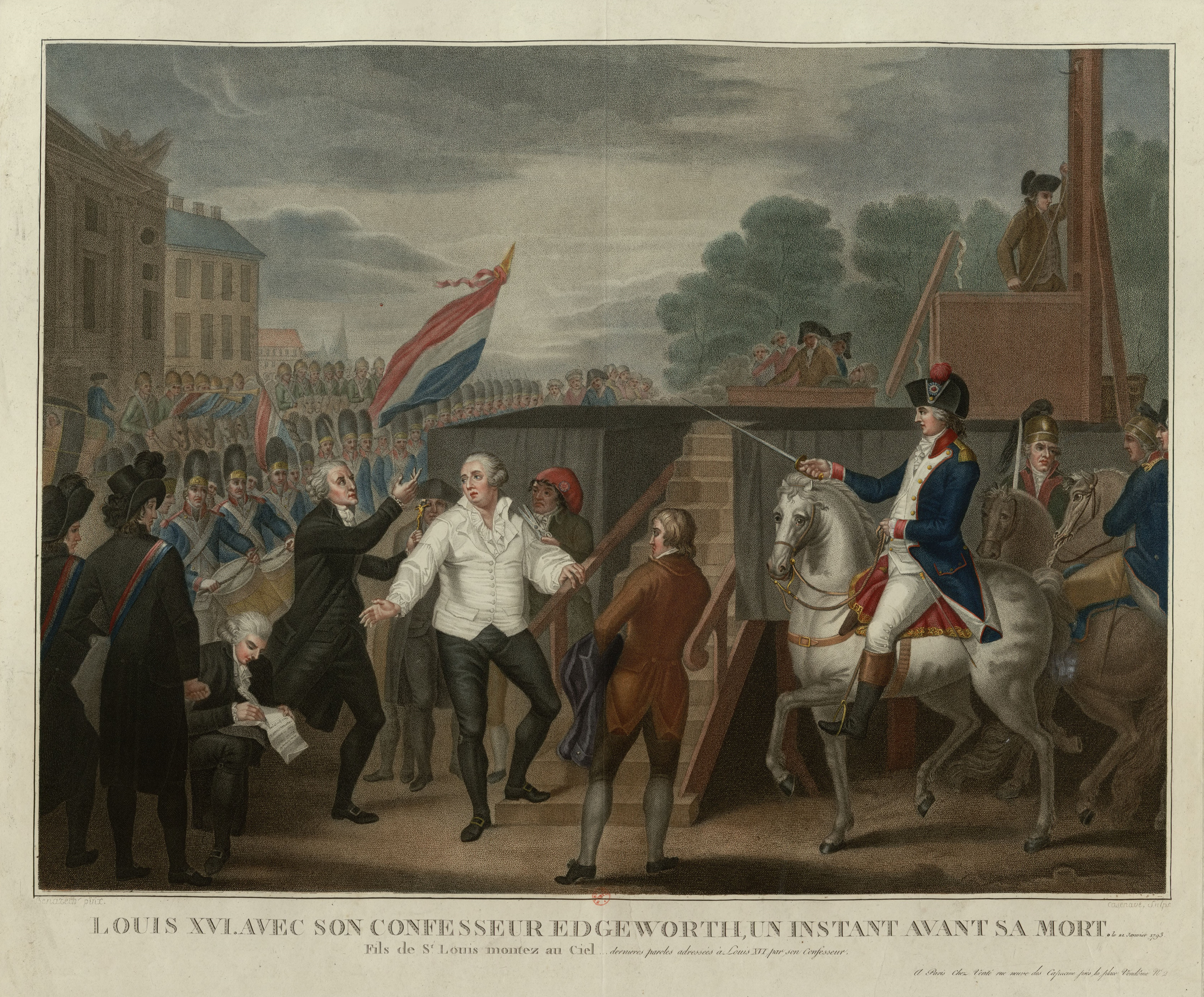
Nel 1793, diciotto anni dopo la sua incoronazione, Luigi XVI fu giustiziato a Parigi durante la Rivoluzione francese. Anche sua moglie Maria Antonietta fu ghigliottinata più tardi nello stesso anno.

Fu l'ultima incoronazione dell'Ancien Régime prima della Rivoluzione francese che tredici anni dopo portò al rovesciamento della monarchia.  Fu anche la penultima incoronazione di un re francese seguita solo dall'incoronazione di Carlo X (fratello minore di Luigi, il Conte d'Artois) a Reims durante la Restaurazione borbonica. L'incoronazione di Napoleone nel 1804 aveva avuto luogo a Notre Dame a Parigi.